# Морджим
Мо́рджим (Morjim) — курортная деревня в индийском штате Гоа, талука Пернем.
Находится на берегу Аравийского моря на северном берегу устья реки Чапоры, через которую от Морджима идёт автомобильный мост в деревню Сиолим.

## Описание
Основное занятие местного населения — обслуживание туристов, съезжающихся в Гоа со всего мира. Также население занято в сельском хозяйстве (выращивание кокосов и риса, скота и птицы и пр.), рыболовстве, торговле.
Деревня и окрестности богаты тропической фауной, в том числе морской. Здесь, в частности, водится оливковая черепаха.
Дата основания Морджима неизвестна, португальцы появились здесь около 1801 года. Пол легенде, название деревни Морджим произошло от богини Морзай, вышедшей из моря (выловленной рыбаком (morjey) сетью). Многие верят, что она въехала в деревню верхом на павлине (mhor на местном языке.), отсюда название: Mhor- jim. Согласно другой легенде, Морджим когда-то был под водой; один святой попросил эти земли подняться из моря, в его честь был построен храм.